# Киркукская резня
Киркукская резня (тур. Kerkük Katliamı, азерб. Kərkük qətliamı, араб. مجزرة كركوك‎) — массовое убийство иракских туркмен, совершённое боевиками Демократической партии Курдистана и Иракской коммунистической партии 14 июля 1959 года в городе Киркук.

## Предыстория
Проживающие в Ираке туркмены являются третьим по численности народом после арабов и курдов. В большинстве своём они являются потомками огузских племён, переселившихся из Средней Азии ещё в VII веке в качестве рекрутов мусульманской армии. В дальнейшем на их формирование стали оказывать влияние турки-сельджуки, захватившие Багдад в 1055 году. Часть из них именовала себя как «туркоманы». Они заселялись вдоль крупных торговых маршрутов Ирака, главным образом у городов Талль-Афар, Эрбиль и Киркук, которые неофициально частью туркменов именуются «Туркменэли». Миграция туркмен в Ирак усилится при расширении владений Османской империи, завоевании Ирака Сулейманом Великолепным в 1535 году и захвате Мурадом IV Багдада в 1638 году.
В 1917 году Мосульский вилайет, в котором компактно проживали туркмены, был захвачен Британской империей, а в дальнейшем вошёл в состав Королевства Ирак. В 1923 году в связи с формированием Турецкой Республики в среде туркмен было сильно развито желание к объединению с ней путём вхождения Мосульского вилайета в состав Турции, но этому не суждено было сбыться. Одной из причин этому послужило расселение курдов на севере Ирака, которые не желали присоединения к Турецкой Республике. В дальнейшем иракские туркмены подвергались все большей дискриминации со стороны сменявших друг друга политических режимов. Хотя они были признаны составной частью Ирака (наряду с арабами и курдами) в конституции 1925 года, позже оттуда упоминание о них было вычеркнуто.

## Ход событий
Согласно воспоминаниям очевидцев тех лет, событие произошло следующим образом.
14 июля 1959 года в Киркуке отмечалась годовщина образования Республики Ирак. После долгих приготовлений все жители города, дети, женщины и мужчины в национальных одеждах ждали начала церемонии. Вечером с 18:00 люди стали собираться на улице, в ярких национальных одеждах пели и играли в национальные игры. Начался парад часов. Среди людей на параде были члены Демократической партии Курдистана. Действовали согласно плану, составленному с Организацией Народного Сопротивления, скандировали лозунги против иракских туркмен, обвиняя их в пантюркизме и турецком национализме. В 19:00 по туркменам был открыт огонь. 14 июля первой пулей был убит владелец кафе Осман Хыдыр, его верёвками привязали к автомобилю и начали тащить его труп.
Туркменские лидеры Ата Хайруллах и Ихсан Хайруллах были казнены курдами.
Незамедлительно был объявлен комендантский час, что вынудило людей оставаться у себя в домах. Как было выяснено позже, запрет распространялся только на туркменов.
Нападавшие открыли огонь из миномётов по крепости, где проживали туркмены; однако в саму крепость войти им не удалось. В это же время были проведены запланированные рейды по определённым домам для выполнения плана по уничтожению лидеров туркменской общины. Многие лидеры общин были доставлены в киркукские казармы на том основании, что они находились в розыске 2-го дивизиона командования. В казармах над ними провели так называемый «народный суд», в течение пяти минут им вынесли приговор и расстреляли. Курдские солдаты, офицеры и гражданские организации заключили договорённость с курдскими коммунистами по убийству туркмен.
15 июля 1959 года курдские солдаты четвёртой бригады иракской армии обстреляли из миномётов жилые районы иракских туркмен, разрушив 120 домов.
Порядок был восстановлен 17 июля отрядом вооружённых сил Ирака из Багдада.

## Последствия
В ходе инцидента, согласно отчётам иракского руководства, погибло от 31 до 79 иракских туркмен и около 130 было ранено.
19 июля 1959 года посол Великобритании в Багдаде отправил отчет в министерство иностранных дел в Лондон, согласно которому второй дивизион Иракской армии, состоящий из курдов, также участвовал в атаке, из-за чего контроль над ситуацией был потерян 15-го числа.
30 июля 1959 года посол Великобритании в Багдаде направил в МИД телеграмму, где описывал реакцию премьер-министра Ирака Абдель Керим Касема, сообщившего журналистам о 120 убитых и 140 раненых, все из которых были туркменами.
Иракские, арабские и турецкие СМИ осудили резню и вынесли её на повестку дня в период правления Абдель Керим Касема. Выступая в церкви Мар Юсуф в Багдаде 19 июля 1959 года, Абдель Керим Касим обвинил леворадикалов в Ираке в совершенной ими резне в Киркуке. В своём выступлении он назвал социалистов «анархистами». Однако осуждение Касимом социалистов, во время которого журналистам были показаны фотографии зверски убитых туркменских лидеров, было истолковано как результат чувствительности Турции к туркменам.
Позже была создана комиссия по расследованию резни в Киркуке под председательством командира туркменского происхождения Абдуллы Абдурахмана. 28 человек были приговорены к смертной казни и казнены после попытки государственного переворота 1963 года.